# Природни зони в Северна Америка
Поради географското си разположение, в Северна Америка се срещат почти всички природни зони.

## Видове природни зони

### Савани
Тази зона се простира от субтропичния до субекваториалния климатичен пояс, като заема част от най-големия антилски остров Куба. Почвите са черноземни и червеникавокафяви, растителността е сравнително бедна – редки гори от акации, дъб, кактуси, а покрай реките е развита мангровата растителност. От животинския свят се срещат вълк, лисица, скункс, лалугер и койот.

### Пустини и полупустини
Пустините са природни зони в субтропичния и тропичен пояс на Северното полукълбо. Те заемат около 20% от земната повърхност. Пустините обхващат големи пространства с минимално овлажнение. В зависимост от степента на овлажнение се делят на пустини и полупустини. Според географското положение се делят на тропични и вътрешноконтинентални. В зависимост от постилащата повърхност те биват каменисти, пясъчни и глинести. Характерен за всички пустини е сухият климат с големи денонощни амплитуди.
С най-широко разпространение са скелетните, сивоземните и осолени почви, които са бедни и неплодородни, тъй като влагата и растителността са оскъдни. Растителната покривка е бедна – растат някои видове треви и сололюбиви храсти. В част от полупустините е разпространена и храстовата растителност чапарал. Срещат се кактуси (достигащи до 10 m височина), столетници, растението юка, мескитово дърво, салово дърво, бодливи мимози и др. От животните се срещат влечуги – гущери и гърмящи змии, мишки, няколко вида мравки, гризачи, а в полупустините – койот и вълк.
Най-известните пустини са Мохаве, Сонора и Невада. Тук е царството на кактусите. Стъблата на някои от тях достигат височина 15 m, обиколката на стъблото – 2 m, а водното съдържание е до 2 тона. Меката сърцевина на някой кактуси се използва за храна. Слабо населени.

### Влажни вечнозелени тропични гори (екваториални гори)
Територията, която заема зоната, е в източната част – Мисисипска низина, Атлантическа низина, полуостров Флорида, Юкатан и Антилските острови.
Почвите в зоната са червеноземни и жълтоземни, а на значителни площи са разпространени и блатните почви. На север най-разпространени растителни видове са вечнозелен дъб, магнолия, блатен кипарис, червено гумено дърво, бамбук, фикус, лиани и други. На юг растителните видове са много: над 50 вида палми, дървовидна папрат, махагоново и ароматно дърво, орхидеи и др. В устията на реките се развива мангрова растителност.
На запад по тихоокеанското крайбрежие на тясна ивица са разположени влажните вечнозелени твърдолистни гори и храсти (средиземноморски тип). Те се отличават със специфични растителни видове – предимно иглолистни. Най-разпространена е гигантската секвоя, достигаща височина 100 m и диаметър около 10 m. Някои секвои живеят до 4000 г. Други видове са: дъгласка ела, вечнозелена секвоя, червен кадър, жълт бор и др. Там също е характерна храстовата растителност чапарал.
Разнообразен е животинският свят на вечнозелените гори. На север са разпространени виржинският елен, опосумът, мисисипският алигатор, а на юг преобладават животински видове като най-известни от тях са: броненосецът, пумата, свинята пекари, тапирът, мравоядът, широконосите маймуни. От птиците най-многобройни са папагалите и колибрите.

### Степи и лесостепи
На запад в границите на умерения и субтропичния климатични пояси се простира зоната на степите и лесостепите (прериите и пампасите). Те представляват огромни територии с преобладаваща тревна растителност, наречени в Северна Америка „прерии“. Тук са разпространени плодородните червеноземни почви, поради което и голяма част от зоната е превърната от човека в обработваеми земи.
Тревистата растителност е по-буйна в източните части, а по-ниска към подножието на Скалистите планини. Най-характерни тревни видове са бизоновата трева, тревата грама, коило и др. На места тревната растителност достига до 1,5 m височина. От животните най-известен е бизонът, който в миналото е бил широко разпространен, но днес се среща само в резерватите. Други животински видове, срещани в прериите, са степен вълк, лалугер, койот, степни мишки, а от птиците: тетрев, обикновена пуйка. На места е разпространена гърмящата змия. В лесостепите, които са преходни между широколистните гори и прериите, се срещат както някои дървесни видове – бреза, трепетлика, така и различни храсти и треви.

### Тайга
Зоната на тайгата се простира в най-северната част на умерения климатичен пояс, от Тихия до Атлантическия океан. Основните почвени типове на тази зона са подзолистите и кафявите горски почви. Тяхното образуване е тясно свързано с особеностите на климата, релефа и растителността на зоната. Своеобразен и богат е растителният свят на тайгата. От иглолистните видове преобладават веймутов бор, черен смърч, бял смърч, канадски смърч, американска лиственица, балсамова ела и др. Макар и рядко, се срещат широколистни видове – жълта бреза, книжна бреза (от нея индианците правят лодките си), захарен клен, ясен и др. Обширната Северноамериканска тайга е обитавана от много животински видове, някои от които са със стопанско значение. По-известни от тях са: американски елен уапити, американски лос, снежен козел, мечка, вълк, заек, рис и др. На юг и югоизток постепенно тайгата преминава в зоната на смесените и широколистни гори. Климатът там е субтропичен или умерен.

### Лесотундра и тундра
На север тайгата постепенно преминава в тясна зона – лесотундра, простираща се от полуостров Аляска на запад, до полуостров Лабрадор на изток. Почвите са предимно блатни. Разпространени са: от растенията – бял и черен смърч, балсамова ела, хвойна, върба и трепетлика; от животните – елен, карабу, кафява мечка, лисица, бобър.
На север от лесотундрата се простира тундрата. Тук се включват северното крайбрежие на континента и южните острови от Северноамериканския архипелаг. В растителната покривка на тундрата преобладават лишеи и мъхове, блатни треви и цветя, боровинки и нискорасли ели, върби и брези, достигащи едва до 1 – 1,5 m височина. От полярните животни със стопанско значение са северният елен карибу, полярната лисица, белия заек и други. От птиците се срещат бяла яребица, чайки и други. Крайбрежните води изобилстват от риби, тюлени и моржове.

### Арктични (полярни) пустини
Тази зона обхваща остров Гренландия и най-северните части на Северноамериканския архипелаг. На малките площи, освободени от ледове и снега, се срещат каменисти и блатисти почви, вечно замръзнали в дълбочина. Това е така наречената „зона на вечния лед“. Огромният леден щит (на места дебел до 3 km) придава еднообразен характер на повърхността на остров Гренландия. На места над ледената повърхност се издигат уединени скални върхове, наречени „нунатаки“.
Често от ледената броня се откъсват огромни късове лед, превръщащи се в айсберги, отнасяни от морските течения. Те са особено опасни за корабоплаването в тези географски ширини. По крайбрежията на островите са разпространени лишеи и мъхове, а в крайния юг на зоната – нискорасли върби и брези. Животинският свят е представен от около 30 вида бозайници, 170 вида птици, много риби. Най-големият хищник е бялата мечка, чието изтребване е забранено. Разпространен е американският вид овцебик, наричан още „мускусен бик“, а също и полярният вълк.

### Планинска природна област
Тази област е най-характерна за Кордилерите, но по-малки територии заема и в Апалачите и остров Бафинова земя. На еднаква географска ширина във височина се редуват различни географски зони. Най-добре това изменение се наблюдава с увеличаване на надморската височина във високите части на Кордилерите. Почвената покривка в планинската област е много пъстра – от алувиални почви в речните долини до кафяви горски почви, а във височина – планинско-ливадни и скелетни в най-високите части заети от снежна покривка. В отделните природни зони растителността на планинската област се изменя от полупустинна до широколистна, смесена и иглолистна, като в най-високите части тя постепенно изчезва и отстъпва място на снеговете и ледниците. Сред животните, обитаващи предимно планинската географска област, са: рис, мечка гризли и др. Реките са обитавани от видри и различни видове риби.

## Влияние на човека върху природата
Преди откриването на Америка единствено местното население – индианците, са се ползвали от природните богатства на континента. След колонизирането му започва бързо усвояването на завладените територии, в резултат на което са унищожени огромни площи от естествената растителност на континента. Много от животинските видове са изтребени, а други силно намаляват.
Развиват се стопански дейности на основата на природните дадености – дърводобив, добив на ценни кожи и месо от някои животински видове, разораване на огромни територии от прериите и превръщането им в обработваеми земи, добиване на полезни изкопаеми и др. Хората изменят и естествения режим на водите, като строят язовири и електроцентрали. Всичко това води до силно нарушаване на естествената природа на Северна Америка.
Ето защо именно тук се е зародила идеята за създаване на национални паркове и резервати, с цел да се съхраняват за бъдещето най-красивите кътове на континента, част от растителните и животинските видове. През 1872 г. е обявен първият в света национален парк – „Йосемити“. Сега те са повече от 40 в различни части на континента, а броят на резерватите е още по-голям.